# مطار برلين براندنبرغ
مطار برلين براندنبورغ الدولي (بالألمانية: Flughafen Berlin Brandenburg) (إياتا:  BER ، إيكاو:  EDDB) هو المطار الدولي للعاصمة الألمانية برلين ويقع بالتحديد في ولاية براندنبورغ . تم افتتاحه في 31 أكتوبر 2020. بالتزامن مع افتتاحه تم إغلاق مطار برلين تيجيل الدولي. يعد مطار براندنبورغ توسعة لمطار برلين شونفيلد الدولي السابق ويبعد 18 كم عن برلين باتجاه الجنوب وتبلغ سعته السنوية في مرحلته الأولى 46 مليون راكب. عانى المطار من سلسلة تأخيرات لموعد الافتتاح، حيث كان من المزمع افتتاحه في العام 2012.

## شركات الطيران والوجهات

### الركاب
تقدم شركات الطيران التالية رحلات منتظمة موسمية وعارضة في مطار برلين براندنبورغ:
| شركـات طيـران                   | الوجهات |
| ------------------------------- | --- |
| طيران إيجيان                    | مطار أثينا الدولي، Thessaloniki |
| أير لينغس                       | مطار دبلن الدولي |
| إير كايرو                       | مطار الغردقة الدولي موسمي: مطار مرسى علم الدولي، مطار شرم الشيخ الدولي (تبدأ في 1 نوفمبر 2023) |
| الخطوط الجوية الفرنسية          | مطار باريس شارل ديغول |
| طيران مالطا                     | موسمي: مطار مالطا الدولي |
| طيران صربيا                     | مطار نيكولا تسلا في بلغراد |
| طيران البلطيق                   | مطار ريغا الدولي، مطار تالين، مطار فيلنيوس |
| الأناضول جت                     | مطار إيسنبوغا الدولي، مطار صبيحة كوكجن الدولي |
| الخطوط الجوية النمساوية         | مطار فيينا الدولي موسمي: مطار اينسبوروك |
| الخطوط الجوية الأذربيجانية      | مطار حيدر علييف الدولي |
| Bluebird Airways                | موسمي: مطار بن غوريون الدولي |
| الخطوط الجوية البريطانية        | مطار لندن سيتي، مطار لندن هيثرو |
| خطوط بروكسل الجوية              | مطار بروكسل الدولي |
| طيران بلغاريا                   | مطار صوفيا |
| كوندور للطيران                  | موسمي: مطار أكادير المسيرة الدولي (تبدأ في 4 نوفمبر 2023)، مطار آل مكتوم الدولي (تبدأ في 23 أكتوبر 2023)، مطار الغردقة الدولي (تستأنف 21 أكتوبر 2023) |
| Corendon Airlines               | موسمي: مطار أنطاليا، مطار كاندية الدولي ‏، مطار الغردقة الدولي، مطار عدنان مندريس |
| الخطوط الجوية الكرواتية         | موسمي: مطار سبليت |
| DAT                             | Saarbrücken موسمي: Bornholm |
| خطوط دلتا الجوية                | موسمي: مطار جون إف كينيدي الدولي |
| إيزي جيت                        | مطار سخيبول أمستردام، مطار برشلونة الدولي، مطار بازل - ميلوز - فريبورغ الأوروبي، مطار بريستول، مطار كاتانيا-فونتاناروسا، مطار كوبنهاغن، مطار إدنبرة، Fuerteventura، مطار كريستيانو رونالدو، مطار جنيف الدولي، مطار غلاسكو الدولي، مطار غران كناريا، مطار الغردقة الدولي، مطار لارنكا الدولي، مطار غاتويك، مطار لندن لوتن، مطار مالقة الدولي، مطار مانشستر، مطار ليناتي، مطار نابولي، مطار نيس كوت دازور، مطار ميورقة، مطار باريس شارل ديغول، مطار باريس أورلي، مطار بريشتينا الدولي، مطار ليوناردو دا فينشي، مطار ستوكهولم أرلاندا، مطار بن غوريون الدولي، مطار تينيريفي الجنوبي، مطار بلنسية، مطار البندقية ماركو بولو، مطار زيورخ الدولي موسمي: مطار الملك حسين الدولي، مطار بوردو ميرينياك، Burgas، مطار خانية الدولي ‏، Corfu، مطار دوبروفنيك، مطار فارو، مطار كاندية الدولي ‏، مطار إيبيزا، Kos، مطار لانزاروت، مطار مرسى علم الدولي، Menorca، مطار ميكونوس، Olbia، مطار بيزا الدولي، مطار بورتو الدولي، Preveza/Lefkada، Pula، Rhodes، مطار رييكا، مطار شرم الشيخ الدولي، مطار سبليت، Thessaloniki، Tivat، Varna، مطار زادار، مطار زاكينثوس الدولي ‏ |
| مصر للطيران                     | مطار القاهرة الدولي |
| إل عال                          | مطار بن غوريون الدولي |
| يورو وينجز                      | مطار أليكانتي، مطار بيروت رفيق الحريري الدولي، مطار كولونيا بون الدولي، مطار كوبنهاغن، مطار دبي الدولي (تبدأ في 29 أكتوبر 2023)، مطار دوسلدورف الدولي، Gothenburg، مطار غراتس، مطار هلسنكي فانتا، مطار مالقة الدولي، مطار نيس كوت دازور، مطار ميورقة، مطار بورتو الدولي، مطار سالزبورغ، مطار ستوكهولم أرلاندا، مطار شتوتغارت الدولي موسمي: مطار أنطاليا، مطار بوريتا، مطار دوبروفنيك، Fuerteventura، مطار غران كناريا، مطار كاندية الدولي ‏، مطار الغردقة الدولي، مطار إيبيزا، Kos، مطار لانزاروت، مطار لارنكا الدولي، Rhodes (تبدأ في 7 يوليو 2023)، مطار رييكا، Rovaniemi (تبدأ في 13 يناير 2024)، مطار سبليت، مطار تينيريفي الجنوبي، Tromsø (تبدأ في 10 ديسمبر 2023)، مطار زادار، مطار زاكينثوس الدولي ‏ |
| فين إير                         | مطار هلسنكي فانتا |
| فلاي أربيل                      | مطار أربيل الدولي |
| FlyOne                          | مطار كيشيناو الدولي |
| Freebird Airlines               | موسمي: مطار أنطاليا |
| الخطوط الجوية الجورجية          | مطار تبليسي الدولي (تستأنف 24 يونيو 2023) |
| خطوط هاينان الجوية              | مطار بكين العاصمة الدولي |
| أيبيريا (شركة طيران)            | مطار مدريد باراخاس الدولي |
| طيران آيسلندا                   | مطار كيفلافيك الدولي |
| الخطوط الجوية العراقية          | مطار بغداد الدولي، مطار أربيل الدولي |
| يسرائير                         | موسمي: مطار بن غوريون الدولي |
| جيت تو دوت كوم                  | موسمي: Leeds/Bradford، مطار نيوكاسل |
| الخطوط الجوية الملكية الهولندية | مطار سخيبول أمستردام |
| خطوط لوت الجوية البولندية       | مطار وارسو فريدريك شوبان |
| لوفتهانزا                       | مطار فرانكفورت، مطار ميونخ الدولي |
| لوكس إير                        | مطار لوكسمبورغ |
| خطوط نورس أتلانتيك الجوية       | مطار جون إف كينيدي الدولي |
| آير شاتل النرويجية              | Bergen، مطار كوبنهاغن، مطار أوسلو-غاردرموين، مطار ستوكهولم أرلاندا، مطار تروندهايم، فارنيس |
| الطيران الجديد تونس             | موسمي: مطار جربة جرجيس الدولي، مطار الحبيب بورقيبة الدولي، مطار تونس قرطاج الدولي |
| خطوط بيغاسوس                    | مطار صبيحة كوكجن الدولي موسمي: مطار إيسنبوغا الدولي، مطار أنطاليا، مطار عدنان مندريس |
| بلاي (شركة طيران)               | مطار كيفلافيك الدولي |
| الخطوط الجوية القطرية           | مطار حمد الدولي |
| الملكية الأردنية                | موسمي: مطار الملكة علياء الدولي |
| رايان إير                       | مطار برشلونة الدولي، مطار باري كارل فويتيالا ‏، مطار أوريو أل سيريو، Billund، مطار بولونيا، مطار بروكسل الدولي، مطار هنري كواندا الدولي، مطار بودابست فرانز ليست الدولي، مطار كاتانيا-فونتاناروسا، مطار دبلن الدولي، East Midlands ‏، مطار إدنبرة، مطار فارو، مطار كراكوف، مطار لشبونة، مطار لندن ستانستد، مطار مدريد باراخاس الدولي، مطار مالقة الدولي، مطار مانشستر، مطار مراكش المنارة الدولي، مطار مارسيليا، مطار مالبينسا، مطار باليرمو الدولي، مطار ميورقة، Paphos، مطار بيزا الدولي، مطار بورتو الدولي، مطار ريغا الدولي، مطار ليوناردو دا فينشي، مطار صوفيا، مطار تالين، مطار بن غوريون الدولي، مطار تينيريفي الجنوبي، Thessaloniki، مطار تريفيزو، مطار بلنسية، مطار البندقية ماركو بولو، مطار فيلنيوس موسمي: مطار أليكانتي، مطار أثينا الدولي، Banja Luka ‏، مطار خانية الدولي ‏، Corfu، Fuerteventura، مطار غران كناريا، مطار كاندية الدولي ‏، مطار إيبيزا، Kos، مطار لانزاروت، مطار لوكسمبورغ، مطار بودغوريتسا الدولي، Rhodes، مطار زادار |
| الخطوط الجوية الإسكندنافية      | مطار كوبنهاغن، مطار أوسلو-غاردرموين، مطار ستوكهولم أرلاندا |
| سكوت للطيران                    | مطار شانغي سنغافورة |
| SkyAlps                         | Bolzano |
| SmartLynx Airlines              | موسمي عارض: مطار آل مكتوم الدولي |
| Southwind Airlines              | موسمي عارض: مطار أنطاليا |
| Sundair                         | مطار بيروت رفيق الحريري الدولي، Fuerteventura، مطار الغردقة الدولي موسمي: Burgas، Corfu، مطار كريستيانو رونالدو، مطار غران كناريا، مطار كاندية الدولي ‏، Kos، مطار مرسى علم الدولي، Rhodes، مطار تينيريفي الجنوبي، Varna |
| صن إكسبريس                      | مطار أنطاليا، مطار غازي عنتاب الدولي، مطار عدنان مندريس موسمي: مطار أضنة شاكرباشا (تبدأ في 15 يونيو 2023)، مطار إيسنبوغا الدولي (تبدأ في 15 يونيو 2023)، مطار ميلاس بودروم، مطار دالامان، Samsun |
| الخطوط الجوية الدولية السويسرية | مطار زيورخ الدولي |
| تاب برتغال                      | مطار لشبونة |
| ترانسافيا                       | مطار باريس أورلي موسمي: مطار مونبلييه ميديتيراني، مطار نانت |
| الخطوط التونسية                 | موسمي: مطار جربة جرجيس الدولي |
| الخطوط الجوية التركية           | مطار إسطنبول الدولي موسمي: مطار أضنة شاكرباشا، مطار أنطاليا، مطار ميلاس بودروم، مطار غازي عنتاب الدولي، مطار عدنان مندريس، Samsun، مطار طرابزون الدولي |
| الخطوط الجوية المتحدة           | مطار نيوآرك ليبرتي الدولي موسمي: مطار واشنطن دولس الدولي |
| خطوط فيولينغ الجوية             | مطار برشلونة الدولي |
| فولوتيا                         | مطار ليون سانت إكسوبيري (تبدأ في 10 أكتوبر 2023)، Verona |
| ويز للطيران                     | مطار نيكولا تسلا في بلغراد (تبدأ في 31 يوليو 2023)، مطار بودابست فرانز ليست الدولي، مطار كلوج نابوكا الدولي، مطار ياش الدولي، Kutaisi، مطار سكوبية الدولي، مطار تيرانا الدولي، Tuzla، Varna |

### الشحن
| شركـات طيـران              | الوجهات                                         |
| -------------------------- | ----------------------------------------------- |
| خطوط أي إس إل فرنسا الجوية | مطار هانوفر لانغنهاغن، مطار باريس شارل ديغول    |
| فيديكس إكسبرس              | مطار باريس شارل ديغول                           |
| خطوط يو بي إس الجوية       | مطار كولونيا بون الدولي، مطار غدانسك ليخ فاونسا |

## الإحصائيات
| السنة | الركاب     | % التغير   | Ref.   |
| ----- | ---------- | ---------- | ------ |
| 2020  | 444،893    | —          | [ 59 ] |
| 2021  | 9،947،006  | ▲ 2،135.8% | [ 60 ] |
| 2022  | 19،845،046 | ▲ 99.5%    | [ 61 ] |

## مطارات برلين
- مطار برلين شونفيلد
- مطار برلين تيجيل الدولي
- مطار برلين تمبلهوف
- مطار جوهانيستهال
- مطار ستاكين
- مطار راف قاتو

## طالع
تفاصيل مطار برلين براندنبرق من صفحة المطار.